# Chhaimale
Chhaimale es un pueblo ubicado en el distrito de Katmandú, provincia de Bagmati, Nepal.

## Superficie
Cuenta con una superficie de 9,8 kilómetros cuadrados.

## Demografía
Datos hasta 2015
- Población: 4857 habitantes.[1]
- Densidad de población: 496,8 habitantes por kilómetro cuadrado.[1]
- Población masculina: 2298 (47,3%).[1]
- Población femenina: 2559 (52,7%).[1]